# Macronos

Cólquida e Reino da Ibéria entre 600 e. Os macronos ocuparam o entorno de Trapezo na Macrânia, próximo dos tibarenos

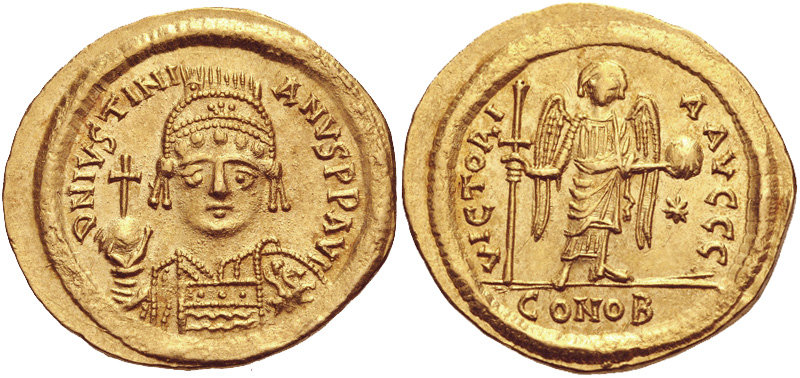
Soldo de r.

Macronos (em latim: macroni) ou macrones (em grego: Μάκρωνες; romaniz.: Makrōnes; em georgiano: მაკრონები; romaniz.: makʼronebi) foi uma antiga tribo da Cólquida no oeste do Ponto próximo das Montanhas Mósquicas (em turco: Yalnızçam Dağlar) na atual Turquia. Habitavam ao longo da fronteira com os maquelonos, outro povo com quem os macronos evidentemente estiveram intimamente relacionados. São atestados pela primeira vez por Heródoto (ca. 450 a.C.), que relatou que eles, junto com os moscos, tibarenos, mossínecos e marres formaram a décima nona satrapia dentro do Império Aquemênida e lutaram sob o xá Xerxes I.
Há inúmeras referências subsequentes a eles nos relatos clássicos. Xenofonte (430-355 a.C.) situou-os ao leste de Trapezo (Trebizonda, na Turquia) e descreveu-os como um povo poderoso e selvagem trajando vestimentas feitas de cabelo e usando escudos de madeira na guerra, pequenos escudos de trabalho de verga e pequenas lanças com longas pontas. Josefo em seu Contra Apião complementou a descrição dos macronos afirmando que habitualmente praticavam a circuncisão.
Estrabão (xii.3.18) observa, de relance, que o povo anteriormente chamado macronos portava o nome de sanos (sanni) em sua época, uma alegação apoiada por Estêvão de Bizâncio, embora Plínio, o Velho alegue que os sanos e macronos são povos distintos. Pelo século VI, eram conhecidos como tzanos (em grego: Τζάννοι; romaniz.: tzánnoi) e pelo relato de Procópio de Cesareia, o imperador bizantino Justiniano I (r. 527–565) subjugou-os e converteu-os aos cristianismo.
Os macronos são identificados pelos estudiosos modernos como uma das tribos proto-georgianas cuja presença no nordeste da Anatólia pode ter precedido o período hitita, e que sobreviveram ao desaparecimento do Reino de Urartu. Eles são comumente considerados como os ancestrais possíveis dos mingrélios (cf. margal, uma auto-denominação mingrélia).